# Monumento a Manuel Blanco Encalada
El monumento a Manuel Blanco Encalada, ubicada en la intersección de las calles Blanco y Melgarejo, en el plan de la ciudad de Valparaíso, Chile, es una escultura de hierro fundido con base de granito que representa al presidente y comandante de la Armada Manuel Blanco Encalada de cuerpo entero, junto con una proa de barco, una alegoría a la Gloria y un cóndor que protege la bandera chilena.
La estatua es obra del escultor Antonio Coll y Pi y fue inaugurada en 1917. Estaba ubicada originalmente en la avenida Brasil y en 1968 fue trasladada a su actual en calle Blanco con Melgarejo. 